# Pietro Barillà
Pietro Barillà (Radicena, 26 marzo 1887 – Napoli, 16 ottobre 1953) è stato un pittore italiano.

## Biografia
Pietro Barillà, dopo il periodo giovanile di autodidatta, si iscrisse alla Scuola di Arti e Mestieri messinese. Qui conobbe lo storico Vittorio Visalli che gli suscitò quell'amore per la propria terra che animerà ogni sua manifestazione artistica.
A Roma frequentò l'Accademia di belle arti e, quindi, a Venezia per alcuni anni si aggiornò sui "maestri del colore". Il suo aggiornamento incluse un periodo francese ad Aix-en-Provence, dove viveva e lavorava Paul Cézanne, lo testimoniano due tele che raffigurano una la stradina per ascendere alle colline che anticipano il monte Sainte Victoire, spesso ritratto da Cezanne, l'altro un largo del Cours Mirabeau, allora e ora capolinea di linee di trasporto pubblico. La vicinanza con Cezanne è testimoniata da un ultimo quadro La signora in giardino, in cui l'uso del colore rifrangente moltiplica gli spazi della piccola superficie del dipinto.
Poiché gli eventi bellici del 1915 reclamavano la sua presenza, al grido di «marciare e non marcire» combatté sul Carso rimanendo mutilato di un braccio. Rientrato a casa, aderì al "Movimento Novecentista" che mirava alla pura arte, la "poesia stessa della pittura".
Nel 1922 Barillà divenne maestro e caposcuola nell'Istituto d'Arte di Napoli, dove diede prova del suo eccezionale talento.
Al "Concorso della Regina" (1925) di Monza ottenne un primo riconoscimento con medaglia d'oro per la ceramica.
Recatosi a Parigi per studiare l'arte dell'Ottocento, lasciò più di cinquanta pregevoli opere, alcune delle quali sparse nelle più celebri gallerie italiane.
Intanto a Napoli, dove per un trentennio guidò quella Scuola, a causa del secondo conflitto mondiale il suo studio andò distrutto e numerosi suoi quadri andarono perduti o trafugati.